# يلدز جاغري عتيقسوي
يلدز جاغري عتيقسوي (بالتركية: Yıldız Çağrı Atiksoy)‏ ممثلة تركية ولدت في (1 أبريل 1986 في إزمير، تركيا)، درست في معهد ايجه للفن لمدة عامين ثم أكملت تعليمها الفني في معهد مجدت جزين للفن، ومن شركة بلاتو للإنتاج السينمائي.

## الأعمال
| السنة       | العمل                      | الدور              | ملاحظات        |
| ----------- | -------------------------- | ------------------ | -------------- |
| 2021-       | المؤسس عثمان(شخصية خيالية) | مالهون خاتون       | مسلسل تلفزيوني |
| 2019-       | البطل                      | سونا               | مسلسل تلفزيوني |
| 2017-2018   | المحارب                    | أصلي أوزكايناك     | مسلسل تلفزيوني |
| 2015        | متزوجات غاضبات             | مينة               | مسلسل تلفزيوني |
| 2010 - 2013 | على مر الزمان              | بيرين أكارسو تاشار | مسلسل تلفزيوني |
| 2009        | أغصان الربيع               | باهار زياده جيل    | مسلسل تلفزيوني |
| 2008        | الأميرة المفقودة           | دفنه               | مسلسل تلفزيوني |
| 2008        | الغازي                     | ليلى/أصلي          | مسلسل تلفزيوني |
| 2008        | الميراث                    | إرام               | فيلم           |
| 2007        | لا مكان لا وطن             | هازال شانوغولاري   | مسلسل تلفزيوني |
| 2006        | آخ يا إسطنبول              | آهو                | مسلسل تلفزيوني |
| 2006        | بعد المطر                  | اشيك كاروزو        | مسلسل تلفزيوني |
| 2005        | لعبة الحب                  | جولشين/أيشان       | مسلسل تلفزيوني |
| 2004        | اللقاء الكبير              |                    | مسلسل تلفزيوني |